# شاهزاده آیمون، دوک ائوستا
شاهزاده آیمون، دوک ائوستا (به انگلیسی: Prince Aimone, Duke of Aosta) (۹ مارس ۱۹۰۰–۲۹ ژانویه ۱۹۴۸) یک شاهزاده ایتالیایی از دودمان ساوی و افسر نیروی دریایی سلطنتی ایتالیا بود. او که پسر دوم امانوئل فیلیبرتو بود در سپتامبر ۱۹۰۴ عنوان دوک اسپولتو را کسب کرد. در مارس ۱۹۴۲ بعد از مرگ برادرش شاهزاده آمدئو که در نایروبی اسیر جنگی بریتانیا بود، دوک ائوستا شد.
از ۱۸ مه ۱۹۴۱ تا ۳۱ ژوئیه ۱۹۴۳، آیمون به عنوان پادشاه دولت مستقل کرواسی که یک دولت دست‌نشانده آلمان نازی و پادشاهی ایتالیا بود، منصوب شده بود.  او با قبول این عنوان، نام سلطنتی تومیسلاو دوم را برای خود برگزید. اما به دلیل درگیری‌‌های جنگ جهانی دوم و اختلاف با دولت ایتالیا بر سر منطقه دالماسی، از تاجگذاری و حضور در کرواسی خودداری کرد. شاهزاده آیمون بعد از سقوط دولت بنیتو موسولینی و به دستور ویکتور امانوئل سوم از سلطنت کرواسی کناره‌گیری کرد.
شاهزاده آیمون بعد از سقوط سلطنت در ایتالیا در سال ۱۹۴۷ راهی آمریکای جنوبی شد. او در ۲۹ ژانویه ۱۹۴۸ در هتلی در بوئنوس آیرس درگذشت. جسد او در کلیسایی در نزدیکی شهر تورین دفن شده است.
وی دریافت‌کننده نشان‌هایی همچون شوالیه‌های مالت و نشان پهلوی است.